# Oneirodidae
Die Oneirodidae sind die artenreichste Familie der Tiefsee-Anglerfische (Ceratioidei). Sie leben im Atlantik, Pazifik und im Indischen Ozean in großen Tiefen. Über die Lebensweise der Fische ist so gut wie nichts bekannt.

## Merkmale
Alle Oneirodidae haben einen plumpen, seitlich zusammengedrückten Körper. Die Haut ist nackt oder, bei den Weibchen einiger Arten, mit kleinen Hautauswüchsen bedeckt. Die Augen sind klein, das Maul ist nicht vorstreckbar. Das Illicium (Angel) hat bei den meisten Arten die Form einer kleinen Keule. Die Rückenflosse hat vier bis acht Flossenstrahlen, die Afterflosse vier bis sieben. Bauchflossen fehlen. Alle Oneirodidae sind kleine Fische. Die Weibchen erreichen Größen von sechs bis 28 Zentimetern. Die Männchen sind kleiner und werden teilweise nicht einmal einen Zentimeter lang.

## Systematik
Es gibt etwa 65 Arten in siebzehn Gattungen: Mehr als die Hälfte der Arten gehört der Gattung Oneirodes an.
- Bertella

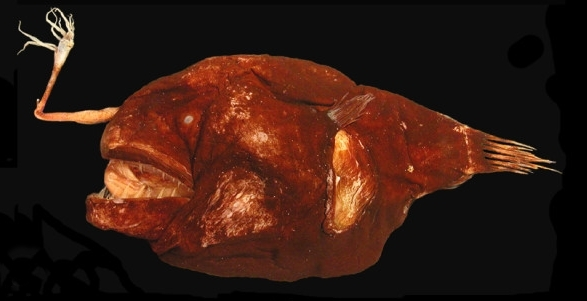
Chaenophryne quasiramifera

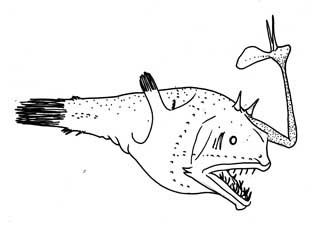
Danaphryne nigrifilis

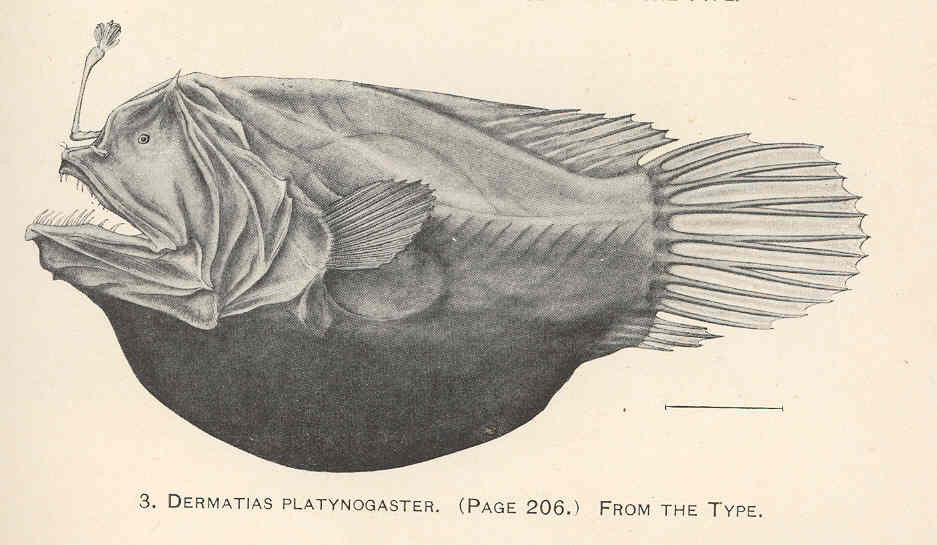
Dermatias platynogaster

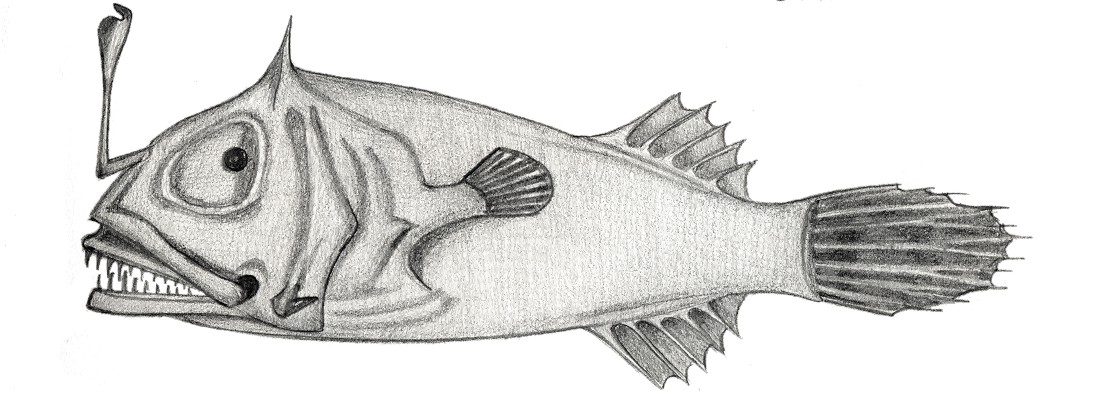
Leptacanthichthys gracilispinis

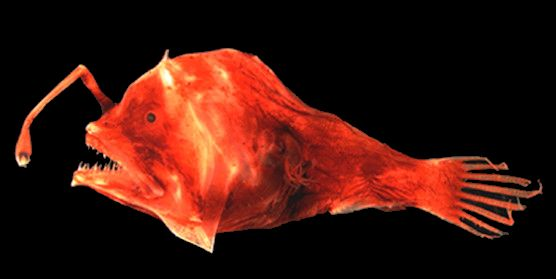
Unbestimmte Oneirodes-Art

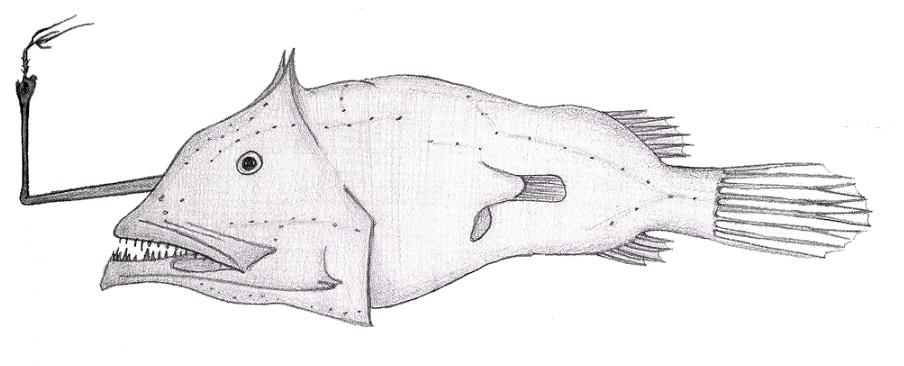
Oneirodes macronema

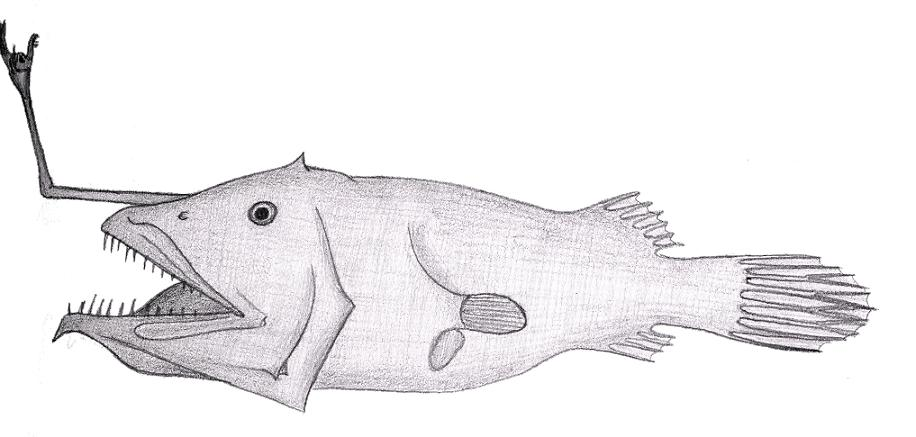
Oneirodes macrosteus

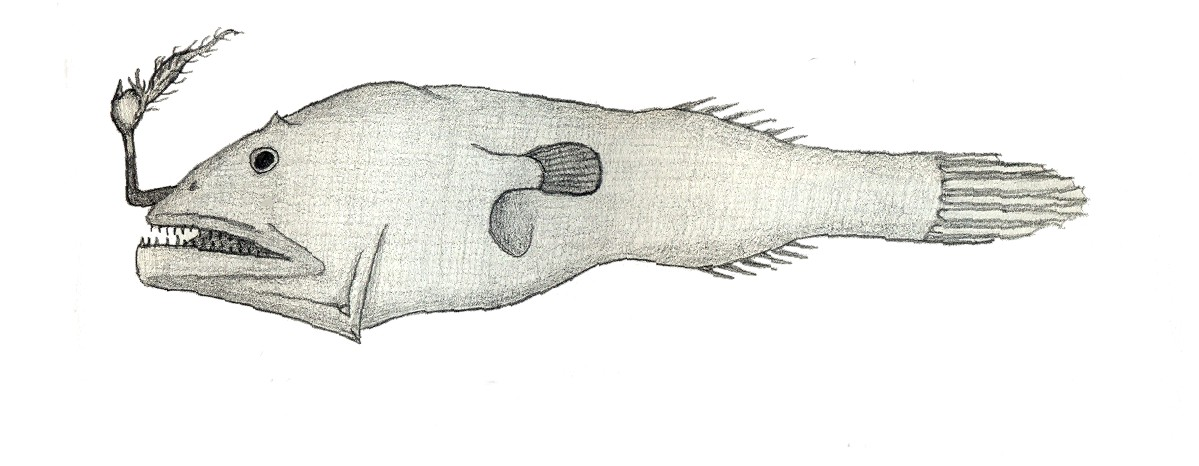
Penterichthys venustus

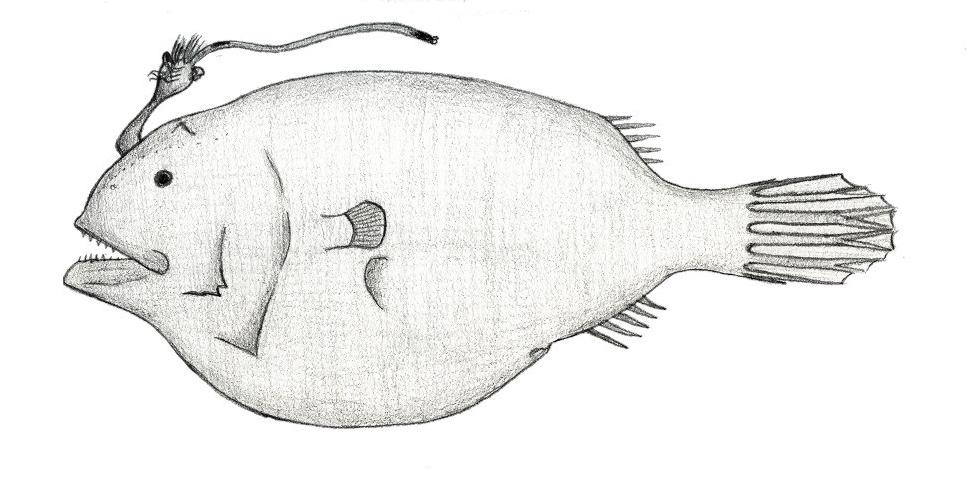
Phyllorhinichthys balushkini

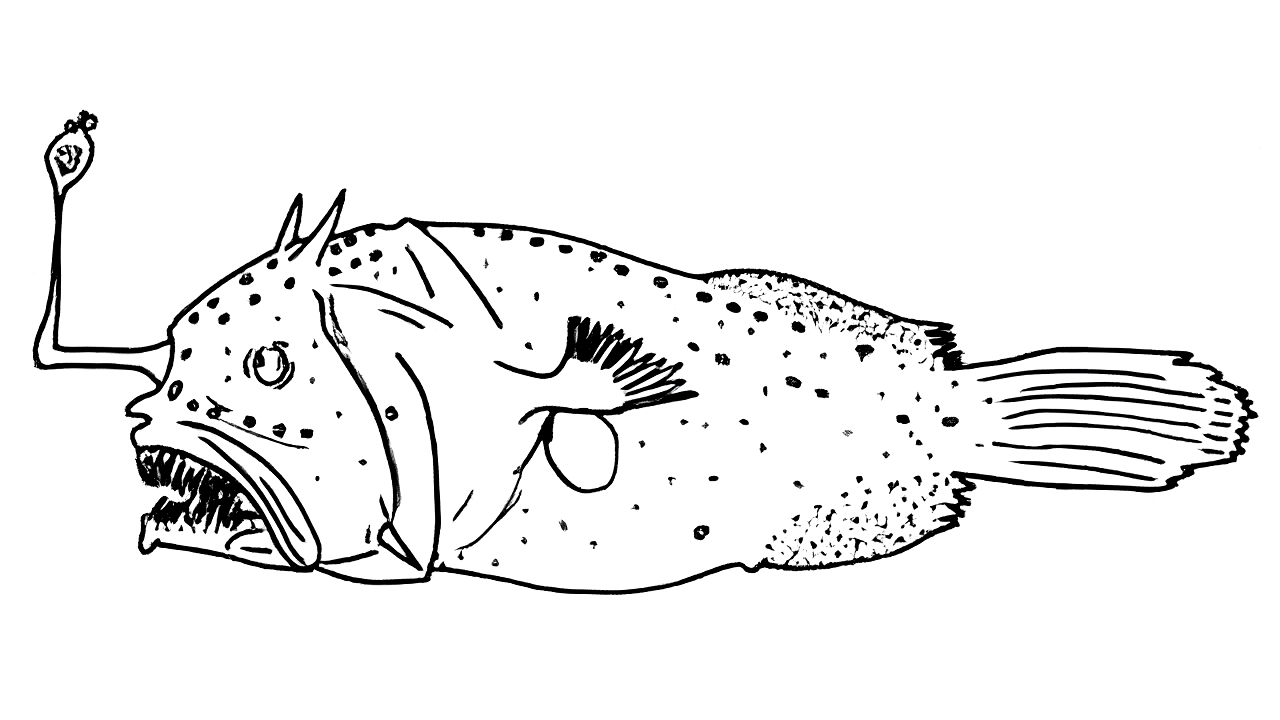
Puck pinnata

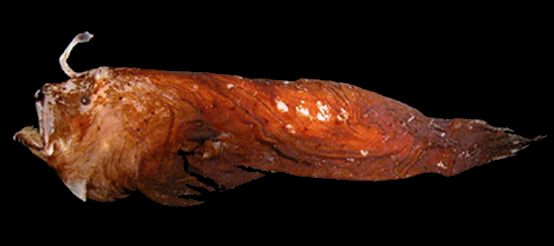
Spiniphryne duhameli

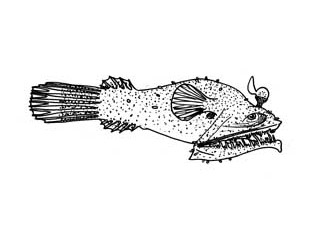
Tyrannophryne pugnax

  - Bertella idiomorpha Pietsch, 1973
- Chaenophryne
  - Chaenophryne draco Beebe, 1932
  - Chaenophryne longiceps Regan, 1925
  - Chaenophryne melanorhabdus Regan & Trewavas, 1932
  - Chaenophryne quasiramifera Pietsch, 2007
  - Chaenophryne ramifera Regan & Trewavas, 1932
- Chirophryne
  - Chirophryne xenolophus Regan & Trewavas, 1932
- Ctenochirichthys
  - Ctenochirichthys longimanus Regan & Trewavas, 1932
- Danaphryne
  - Danaphryne nigrifilis (Regan & Trewavas, 1932)
- Dermatias
  - Dermatias platynogaster Smith & Radcliffe in Radcliffe, 1912
- Dolopichthys
  - Dolopichthys allector Garman, 1899
  - Dolopichthys danae Regan, 1926
  - Dolopichthys dinema Pietsch, 1972
  - Dolopichthys jubatus Regan & Trewavas, 1932
  - Dolopichthys karsteni Leipertz & Pietsch, 1987
  - Dolopichthys longicornis Parr, 1927
  - Dolopichthys pullatus Regan & Trewavas, 1932
- Lasiognathus Regan, 1925[2]
  - Lasiognathus amphirhamphus Pietsch, 2005
  - Lasiognathus beebei Regan & Trewavas, 1932
  - Lasiognathus dinema Pietsch & Sutton, 2015
  - Lasiognathus intermedius Bertelsen & Pietsch, 1996
  - Lasiognathus saccostoma Regan, 1925
  - Lasiognathus waltoni Nolan & Rosenblatt, 1975
- Leptacanthichthys
  - Leptacanthichthys gracilispinis (Regan, 1925)
- Lophodolos
  - Lophodolos acanthognathus Regan, 1925
  - Lophodolos indicus Lloyd, 1909
- Microlophichthys
  - Microlophichthys microlophus (Regan, 1925)
- Oneirodes
  - Oneirodes acanthias (Gilbert, 1915)
  - Oneirodes alius Seigel & Pietsch, 1978
  - Oneirodes amaokai Ho, 2016
  - Oneirodes anisacanthus (Regan, 1925)
  - Oneirodes appendixus Ni & Xu, 1988
  - Oneirodes basili Pietsch, 1974
  - Oneirodes bradburyae Grey, 1957
  - Oneirodes bulbosus Chapman, 1939
  - Oneirodes carlsbergi (Regan & Trewavas, 1932)
  - Oneirodes clarkei Swinney & Pietsch, 1988
  - Oneirodes cordifer Prokofiev, 2014
  - Oneirodes cristatus (Regan & Trewavas, 1932)
  - Oneirodes dicromischus Pietsch, 1974
  - Oneirodes epithales Orr, 1991
  - Oneirodes eschrichtii Lütken, 1871
  - Oneirodes flagellifer (Regan & Trewavas, 1932)
  - Oneirodes haplonema Stewart & Pietsch, 1998
  - Oneirodes heteronema (Regan & Trewavas, 1932)
  - Oneirodes kreffti Pietsch, 1974
  - Oneirodes luetkeni (Regan, 1925)
  - Oneirodes macronema (Regan & Trewavas, 1932)
  - Oneirodes macrosteus Pietsch, 1974
  - Oneirodes melanocauda Bertelsen, 1951
  - Oneirodes micronema Grobecker, 1978
  - Oneirodes mirus (Regan & Trewavas, 1932)
  - Oneirodes myrionemus Pietsch, 1974
  - Oneirodes notius Pietsch, 1974
  - Oneirodes parapietschi Prokofiev, 2014
  - Oneirodes pietschi Ho & Shao, 2004
  - Oneirodes plagionema Pietsch & Seigel, 1980
  - Oneirodes posti Bertelsen & Grobecker, 1980
  - Oneirodes pterurus Pietsch & Seigel, 1980
  - Oneirodes quadrinema Ho, 2016
  - Oneirodes rosenblatti Pietsch, 1974
  - Oneirodes sabex Pietsch & Seigel, 1980
  - Oneirodes sanjeevani Rajeeshkumar, 2017
  - Oneirodes schistonema Pietsch & Seigel, 1980
  - Oneirodes schmidti (Regan & Trewavas, 1932)
  - Oneirodes sipharum Prokofiev, 2014
  - Oneirodes theodoritissieri Belloc, 1938
  - Oneirodes thompsoni (Schultz, 1934)
  - Oneirodes thysanema Pietsch & Seigel, 1980
  - Oneirodes whitleyi Bertelsen & Pietsch, 1983
- Pentherichthys
  - Pentherichthys venustus (Regan & Trewavas, 1932)
- Phyllorhinichthys
  - Phyllorhinichthys balushkini Pietsch, 2004
  - Phyllorhinichthys micractis Pietsch, 1969
- Puck
  - Puck pinnata Pietsch, 1978
- Spiniphryne
  - Spiniphryne duhameli Pietsch & Baldwin, 2006
  - Spiniphryne gladisfenae (Beebe, 1932)
- Tyrannophryne
  - Tyrannophryne pugnax Regan & Trewavas, 1932